# Association féministe (Hongrie)
Pour les articles homonymes, voir FE.
L'Association féministe (en hongrois : Feministák Egyesülete, ou FE) est une organisation féministe hongroise créée en 1904 par Rosika Schwimmer et Vilma Glücklich. Elle plaide pour l'égalité femmes-hommes dans tous les domaines, militant notamment pour le droit de vote des femmes, la modification du statut du mariage et pour la formation des ouvrières. En raison de ses positions pacifistes, elle disparaît en 1942.

## Histoire
Les féministes Vilma Glücklich et Rosika Schwimmer sont toutes les deux initialement impliquées dans la protection des ouvrières. Elles nouent ensuite des liens avec les mouvements internationaux de femmes, Rosika Schwimmer correspondant ainsi avec les Autrichiennes Marie Lang et Adelheid Popp et la Néerlandaise Aletta Jacobs. Elles demandent la création d'une grande organisation de femmes en Hongrie, qui mutualiserait les centres d'intérêt variés de plusieurs associations déjà existantes. Aletta Jacobs exhorte en particulier Rosika Schwimmer à créer un mouvement qui serait admis au Conseil international des femmes (CIF). Elle l'encourage également à assister au congrès qui se tiendra en 1904 à Berlin. Les deux militantes hongroises s'y rendent et y exposent les problèmes communs partagés par les femmes dans tous les pays. À leur retour à Budapest, elles fondent l'Association féministe (FE). Presque immédiatement, la FE rejoint l'Alliance internationale pour le suffrage des femmes (AISF), en tant que branche hongroise.
Vilma Glücklich dirige la FE de façon intérimaire et la conseille sur le côté pratique, tandis que Rosika Schwimmer préside son comité politique et devient rédactrice en chef des journaux de l'association. Elle pose alors pour objectif de remédier aux inégalités socio-économiques et politiques qui affectent les femmes. La FE possède des liens étroits et coopère avec Mariska Gárdos (en), qui dirige l'Association nationale hongroise des ouvrières (en hongrois : Magyarországi Nőtisztviselők Országos Egyesületének ou NOE). L'obtention du droit de vote des femmes compte parmi les buts de la FE, tout comme l'égalité des salaires et l'accès à l'éducation,. Elle lutte aussi contre la décadence morale de la société et le travail des enfants, proposant des conférences liées à son programme « Select a profession », visant à orienter professionnellement les jeunes femmes. Le programme fournit également du matériel éducatif pour aider à l'éducation des enfants, l'éducation sexuelle, la santé des enfants et l'éducation. En 1907, Irma Szirmai (ou Szirmay) est chargée du Comité de protection de la mère et de l'enfant, qui donne des conseils juridiques et propose des services de garde, des allocations pour les garderies, des logements pour les réfugiés et des placements en famille d'accueil. L'organisation créé deux journaux pour éduquer les femmes sur ces questions et discuter de l'activité féministe : Femmes et société (en hongrois : A Nő és a Társadalom) (1907-1913) et Femme - Une revue féministe (en hongrois : A Nő-Feminista Folyóirat) (1914- 1927). Eugénia Miskolczy Meller, l'une des membres fondatrices de la FE, remplace Rosika Schwimmer alors qu'elle se trouve à l'étranger, puis définitivement au comité politique à partir de 1914.
Eugénia Miskolczy Meller rédige des analyses pour la FE sur la réforme du statut du mariage dans le Code civil hongrois de 1913, appelant à une égalité des sexes et de traitement. Elle est également l'une des principales organisatrices du congrès de l'AISF de 1913 à Budapest et de la conférence féministe de 1916, que les autorités hongroises interdisent parce que les participantes comptaient y parler de pacifisme en pleine Première Guerre mondiale. La même année, la FE demande au Parlement de se pencher sur la question de l'emploi et de la formation des femmes, en raison du nombre de veuves et d'épouses de combattants blessés, devenues responsables de leur foyer. Lorsque Vilma Glücklich meurt en 1927, Irma Szirmai lui succède co-dirigeante de la FE. Elle doit cependant ensuite se retirer pour raisons familiales, laissant Eugénia Miskolczy Meller unique présidente. Melanie Vámbéry est secrétaire de l'association de 1913 à 1938, date où elle déménage à la campagne pour se cacher des nazis ; elle meurt dans un camp de concentration pendant la Seconde Guerre mondiale.
En plus de son activité à Budapest, le FE milite dans tout le pays en organisant des conférences et en créant des associations locales. La FE est interdite en raison de ses activités pacifistes en 1942, bien qu'elle continue secrètement à fonctionner jusqu'en mai 1944, lorsqu'Eugénia Miskolczy Meller est arrêtée et envoyée quelques mois plus tard au centre de détention de Kistarcsa,. La dernière secrétaire de la FE, Noémi Kóbor (hu) tente de relancer l'association en 1946, mais elle se dissout finalement la même année. En 1958, elle fait don des archives en sa possession à la Bibliothèque nationale Széchényi, mais comme cette institution était incapable de les conserver, la bibliothèque les envoie aux Archives nationales hongroises l'année suivante. Une partie des archives de l'organisation se trouve également dans le fonds Rosika Schwimmer de la New York Public Library, où celle-ci les avait déposés en 1920.